# Bohemian Club

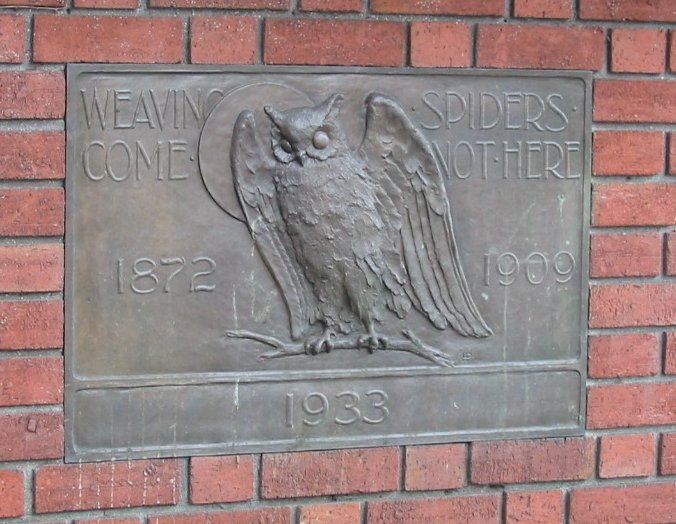
Plakkaat aan de gevel van de Club, met een uil, de maan en de tekst: 'Weaving Spiders Come Not Here' (wevende spinnen komen niet hier (zakelijke deals moeten buiten blijven) en de data 1872, 1909 en 1933

De Bohemian Club is een sociëteit op twee locaties: een stadsclubhuis in het district Union Square district van de Amerikaanse stad San Francisco, en de Bohemian Grove, een buitenverblijf ten noorden van de stad in Sonoma County. 
Gesticht in 1872 als regelmatige ontmoetingsplaats voor journalisten, artiesten en musici, ging het al snel zakenlieden en ondernemers als permanente leden aannemen, alsmede tijdelijk lidmaatschap aanbieden aan voorzitters van universiteiten (met name de Universiteit van Californië - Berkeley en Stanford-universiteit) en militaire bevelhebbers, die dienstdeden in de San Francisco Bay Area.

## Leden
Leden waren onder meer:
- Richard Nixon, 37e Amerikaanse president
- Ronald Reagan, 40e Amerikaanse president
- George H.W. Bush, 41e Amerikaanse president